# Alphonse Munchen
Alphonse Munchen (Diekirch, 3 de setembre de 1850 - Ciutat de Luxemburg, 25 de gener de 1917) va ser un enginyer i polític luxemburguès. Va ocupar el càrrec d'alcalde de la ciutat de Luxemburg entre 1904 i 1915.
Munchen va néixer dins d'una de les principals famílies de Luxemburg a Diekirch. Va estudiar a la Universitat de Lieja, on va obtenir el títol d'enginyer industrial, treballant tant a Bèlgica i Luxemburg a la indústria de l'acer. Munchen va participar en la fundació de la fàbrica d'acer a Rodange, i en el desenvolupament de la Prince Henri Railway. Després, va passar molts anys treballant en l'Imperi Rus, en particular als Urals i Sibèria, on va ajudar a desenvolupar la infraestructura d'acer d'aquestes àrees.
El 1892, va entrar a l'ajuntament de la ciutat de Luxemburg, on va estar fins a 1904, quan es va convertir en alcalde de la ciutat. També va representar a la ciutat a la legislatura nacional de la Cambra de Diputats de Luxemburg.
Hi ha un carrer a Merl, Ciutat de Luxemburg, amb el nom de Munchen (Rue Alphonse Munchen).